# 卡容达斯
卡容达斯（希臘語：Χαρώνδας）公元前6世纪的立法者，曾为其故乡西西里的卡塔纳及希腊西部其他城邦立法。其法律条文详细明了。但尚不清楚他是否曾经新创法规。